# Tourou Tourou
Tourou Tourou est une chanson de Sonna Seck. Emblématique de son auteur qui la joue régulièrement en concert, c'est aussi une chanson phare de la musique pastorale guinéenne. Elle a été reprise de nombreuses fois.
Tourou Tourou est un mot Peul qui, dans le contexte de la chanson, signifie "tour tour" et politiquement une façon de dire que le pouvoir aussi se partage à tour de rôle .
Elle est jouée  chaque 8 mars au palais du peuple en présence du président de la République Alpha condé.

## Signification
Elle raconte l'histoire d'un homme qui se partage entre sa femme légitime, hier adulée, et sa rivale ou co-épouse, qui ont chacune leur tour.
« Aujourd'hui c'est moi, demain, c'est toi ! »
C'est difficile de partager un homme raconte la chanson.